# Amplitude Studios
Amplitude Studios — студия по разработке компьютерных игр, находящаяся в Париже. Была основана в 2011 году бывшими сотрудниками компании Ubisoft. Основной жанр разрабатываемых игр — стратегии.

## История
Amplitude Studios была основана в 2011 году бывшими сотрудниками Ubisoft и концентрировалась на разработке игр для PC-совместимых компьютеров. Студия часто использовала программу раннего доступа в Steam.
В июле 2016 года Sega сообщила о приобретении Amplitude Studios в рамках программы по расширению влияния на рынке игр для PC. Основатели студии Матьё Жирар и Ромен де Вобер де Женис заявили, что они согласились на эту сделку, так как увидели возможность поработать совместно с другими студиями, принадлежащими Sega, к примеру с Creative Assembly и Relic Entertainment.
8 ноября 2024 года было объявлено, что студия отделилась от Sega Europe и вновь стала независимой путём выкупа всех долей компании её руководством.

## Игры компании
| название игры                 | год выпуска | платформа                                |
| ----------------------------- | ----------- | ---------------------------------------- |
| Endless Space                 | 2012        | Microsoft Windows, macOS                 |
| Endless Legend                | 2014        | Microsoft Windows, macOS                 |
| Dungeon of the Endless        | 2014        | Microsoft Windows, macOS, Xbox One, iPad |
| Endless Space 2               | 2016        | Microsoft Windows                        |
| Love Thyself: A Horatio Story | 2019        | Microsoft Windows, macOS                 |
| Humankind                     | 2021        | Microsoft Windows, macOS                 |
| Endless Dungeon               | 2023        | Microsoft Windows                        |

## Награды и номинации
- Лучшая независимая студия разработчиков на конференции в 2015 году
- Unity — награда золотой куб за игру Endless Space[9]
- Independent Games Festival — Номинация за выдающиеся достижения в области дизайна в 2015 году[10]
- Rock, Paper, Shotgun — игра 2014 года — Endless Legend[11]